# BunnyParadise ばにぱら〜恋人全員バニー化計画〜
『BunnyParadise ばにぱら〜恋人全員バニー化計画〜』（バニーパラダイス ばにぱら こいびとぜんいんバニーかけいかく）は、2014年11月28日にSkyFish pocoから発売されたアダルトゲーム。

## ゲームシステム
バニーガールを主題としたアダルトゲームで、様々なデザインのバニーガールが登場する。

## あらすじ
名家の御曹司にして、冴えた頭脳の持ち主である小田桐 真輔には、バニーガール好きが高じて、バニーガールしか愛せないという変わった一面をもっていた。
そこで一族は真輔に、落ちぶれつつある名門校・兎野学園を一人の教師として立て直せたら、当主の座を約束すると言い渡した。
だが、真輔は「兎野学園の失墜は、女性に奉仕の心がないことに起因する。ならば、全校生徒を奉仕の心を持つバニーガールに育て上げればよい」と考え、バニーガールを養成すべく学園にバニー部を作ることにした。

## 登場人物
小田桐 真輔（おだぎり しんすけ）
主人公。
一千 花凛（かずち かりん）
声 - 橘まお
真輔の妹分で婚約者。幼少時より祖父から剣術を教え込まれ、それ以外のことについては興味を抱いていなかった。祖父の死後、親族の手により兎野学園に編入するも、同性との接触が乏しかったため、女性恐怖症に陥り、剣道場にこもるようになってしまった。
その後、女子力を高めるべくユリアに弟子入りした。
宇佐見魅美（うさみ みみ）
声 - 花澤さくら
兎野学園の女子生徒。真輔が認めるほど、バニーガールとしての資質を備えている。真輔のことを愛しているが、フェティシズムを知り、恋人ではなく趣味の合う友人として付き合うことにし、バニー部の部長を務めた。
真鍋 歌符香（まなべ かふか）
声 - 唯香
小田桐メイド養成所に通うメイド候補生。兎野学園にも在籍していたため、教師として赴任した真輔の世話をする羽目になった。
仕事はそつなくこなすが、金に汚い。金や愛情でも駄目ならば弱みを握らない限り、真輔の命令に逆らう。
蝶乃 春(ちょうの はる)
声 - ヒマリ
真輔の従姉で婚約者。外面がよく、真輔と二人きりになると粗暴になるため、真輔は彼女から逃げることを考えている。
多奈端 雅（たなずみ みやび）
声 - 八幡七味
兎野学園学生会の会長を務める女子生徒だが、赤ちゃん言葉を喋るなど幼稚な面が目立つ。真輔の婚約者の一人という立場にあるが、彼女自身の愛情は春に向いており、婚約者であるはずの真輔に対しては敵対的な態度をとる。
桜橋 ユリア（さくらばし ゆりあ）
声 - 鈴宮まい
女子力に定評のある人気のアイドル。
桜橋 ミリア（さくらばし みりあ）
声 - 蓬かすみ
ユリアの双子の姉にしてマネージャー。いわゆる女王様気質の持ち主だが、マゾヒストとしての一面も持っており、理想のご主人様を探し求めている。
好塚 芹香（こうづか せりか）
声 - 美咲桃子
兎野学園2年生。兎野学園学生会副会長として雅をサポートする傍ら、風紀委員も務めている。かつては夢と希望の魔法少女として活動していたが、触手しか召喚できなくなり、魔法を封印したという過去を持ち、その際夢と希望も手放したため、荒みつつある。
天江 こずえ(あまえ こずえ)
声 - 野々村紗夜
真輔らが住む寮の寮母も務める教師。母親のような雰囲気を漂わせつつも時折さびしげな表情を魅せるため、学園内では未亡人というあだ名で呼ばれているが、実際は結婚経験はおろか性経験すらない。

## スタッフ
- 原画：るび様、ひなた睦月、伊武もいな、みずき祐真、コバぴょん
- シナリオ：弘森魚、坂元星日、児玉新一郎、仙道佳帆
- 音楽:solfa

## 主題歌
オープニングテーマ「はにばにっ！」
作詞 - 天ヶ咲麗 / 作編曲 - 伊吹ユキヒロ / solfa feat.茶太
エンディングテーマ「your little bunny」
作詞 - 天ヶ咲麗 / 作編曲 - 伊吹ユキヒロ / nao produced by solfa